# Монтелібретті
Монтелібретті (італ. Montelibretti) — муніципалітет в Італії, у регіоні Лаціо,  метрополійне місто Рим-Столиця.
Монтелібретті розташоване на відстані близько 34 км на північний схід від Рима.
Населення — 5311 осіб (2014).

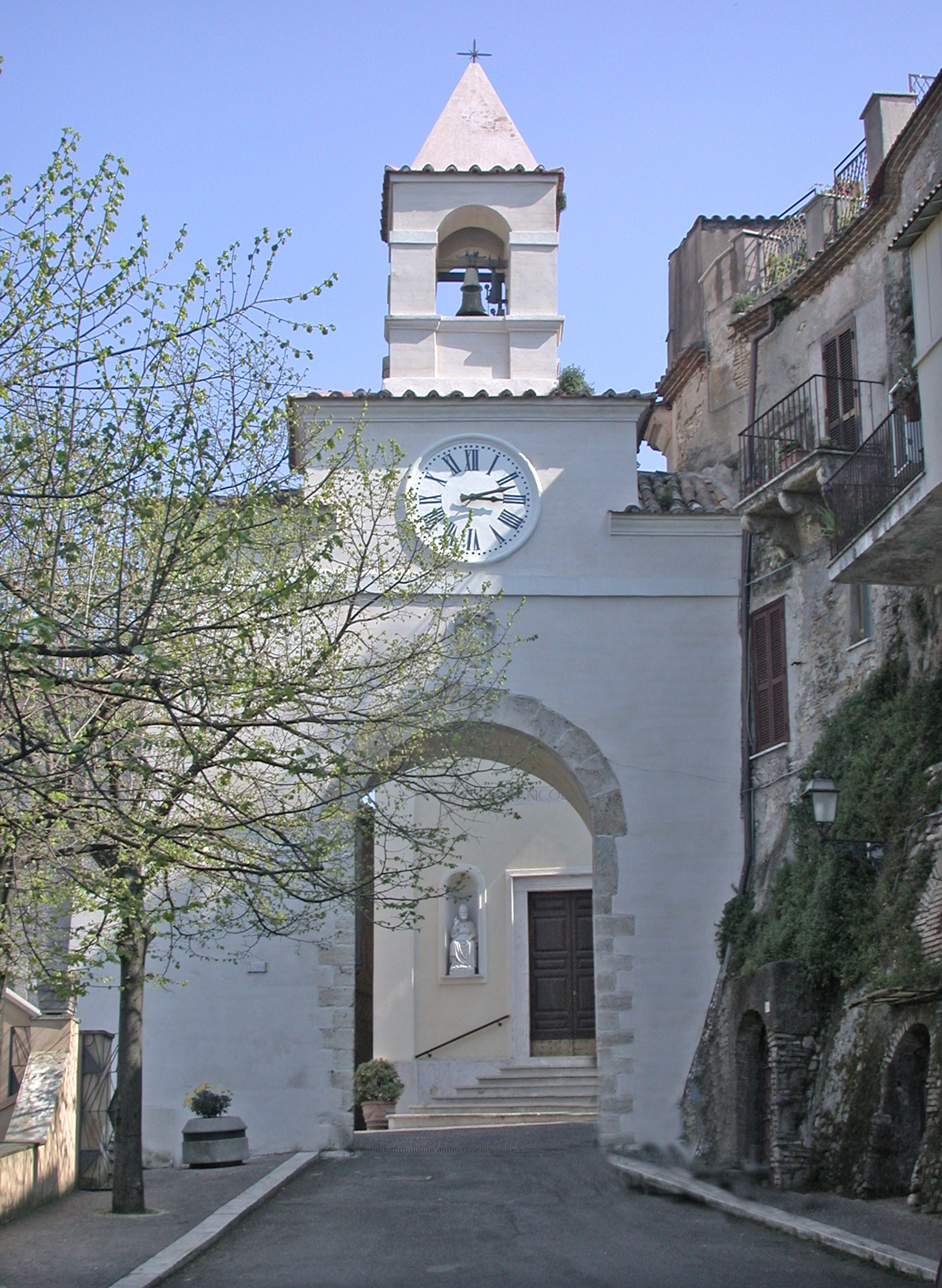

Щорічний фестиваль відбувається 9-10 травня та другої суботи жовтня. Покровитель — святий Миколай.

## Демографія
Населення за роками:

Станом на 1 січня 2023 року в муніципалітеті офіційно проживало 479 іноземців з 45 країн, серед них 282 громадяни країн Євросоюзу та 10 громадян України.

## Сусідні муніципалітети
- Капена
- Фара-ін-Сабіна
- Фьяно-Романо
- Монтеротондо
- Монтополі-ді-Сабіна
- Монторіо-Романо
- Мориконе
- Нерола
- Паломбара-Сабіна